# Световидов, Анатолий Николаевич
Анато́лий Никола́евич Светови́дов (21 октября [3 ноября] 1903 — 26 апреля 1985) — зоолог-ихтиолог, член-корреспондент АН СССР (1953). С 1932 работал в Зоологическом институте АН СССР. Основные труды по систематике рыб, а также их географическому распространению, происхождению и динамике численности, особенно тресковых и сельдевых рыб. Награждён 6 орденами и медалями. Похоронен на Комаровском кладбище Санкт-Петербурга.

## Библиография

Памятник на могиле А. Н. Световидова